# Zbarż
Zbarż, dawniej Zbarz lub Dzbarz – dawna wieś, a obecnie osiedle w dzielnicy Włochy w Warszawie.

## Położenie
Osiedle znajduje się we wschodniej części dzielnicy i graniczy z osiedlami:
- Gorzkiewki w dzielnicy Włochy,
- Służewiec w dzielnicy Mokotów,
- Okęcie w dzielnicy Włochy,
- Raków w dzielnicy Włochy.

Na terenie osiedla znajduje się fort Zbarż, a także Staw Zbarski.

## Historia
- XIII-XIV w. – założenie wsi przez potomków rycerza Gotarda Rakowskiego
- XV w. – pierwsze wzmianki o wsi szlacheckiej własności Zbarskich
- 1451 – lokacja na prawie chełmińskim wsi Zbarż przez księcia mazowieckiego Bolesława IV
- 1528 – wieś staje się własnością Babickich
- 1580 – wieś szlachecka Dzbarz znajdowała się w powiecie warszawskim ziemi warszawskiej województwa mazowieckiego[2].
- ok. 1628 – Babiccy sprzedali wieś wojewodzie inowrocławskiemu Jakubowi Hieronimowi Rozdrażewskiemu, właścicielowi sąsiednich Gorzkiewek i Służewca
- 1690 – Jan Krzycki, kasztelanic poznański, sprzedał Służewiec i Dzbarz, w ziemi warszawskiej[3]
- 1886 – wzniesienie Fortu VII Zbarż przez władze carskie na polach pomiędzy Gorzkiewkami a Zbarżem, co spowodowało zahamowanie rozwoju wsi
- 1938 – przyłączenie do Warszawy terenów na wschód od tzw. linii radomskiej
- 1951 – przyłączenie do Warszawy terenów na zachód od linii radomskiej